# Karoliina Lundahl
Satu Karoliina "Kartsi" Lundahl, född 30 juni 1968 i Helsingfors, är en finländsk tyngdlyftare. 
Lundahl, som till yrket är språklärare, är Finlands enda världs- och europamästare i tyngdlyftning och var landets första kvinnliga OS-deltagare i tyngdlyftning vid Olympiska sommarspelen i Sydney 2000. Hon deltog i kulstötning vid Olympiska sommarspelen i Atlanta 1996, där hon kom på 19:e plats och blev utan resultat i tyngdlyftning (75 kg) i Sydney. 
Lundahl vann sitt första VM i Istanbul 1994 (83 kg), totalt 230 kg samt guld i ryck (102,5 kg) och stöt (127,5 kg). Sin andra VM-titel tog hon i Lahtis 1998 (75 kg), totalt 230 kg och ryck (105 kg), silver i stöt (125 kg); VM-silver (83 kg) 1996. Hon blev europamästare 1991 (82,5 kg), 1992 (82,5 kg) och 1994 (83 kg) och tog EM-brons 1990, 1996 och 1999. Hon noterades 1989–2000 för många finländska mästerskap och finländska rekord i olika tyngdlyftningsklasser. Hennes personbästa sammanlagt i klassen över 75 kg är 232,5 kg, ryck 107,5 kg och stöt 125 kg. 
Lundahl avslutade sin aktiva idrottskarriär 2002. Hon blev finländsk mästare i kulstötning 1994, 1996 och 1998 med bästa resultat 18,28 (1998). Hon har verkat som damernas lagkapten och deltagit i elva landskamper. Hon är numera tränare och skolningschef vid Finlands tyngdlyftningsförbund.